# Friesdorf (Mansfeld)
Friesdorf ist seit dem 6. März 2009 ein Ortsteil der Stadt Mansfeld im Westen des Landkreises Mansfeld-Südharz in Sachsen-Anhalt (Deutschland). Die vormals selbständige Gemeinde hat 354 Einwohner (31. Dezember 2007) auf 18,03 km² und gehörte zur Verwaltungsgemeinschaft Wipper-Eine. Letzter ehrenamtlicher Bürgermeister Friesdorfs war Jörg Borchardt.

## Geografie
Friesdorf liegt im Tal der oberen Wipper im Unterharz, ca. 14 km vom Stadtkern Mansfelds und 14 km von Sangerhausen entfernt. In der waldreichen Umgebung Friesdorfs werden Höhen bis zu 397 m ü. NN erreicht (Eichberg).
Zur Gemeinde Friesdorf gehörte der Ortsteil Rammelburg mit Schloss Rammelburg.

## Geschichte
Friesdorf tauchte bereits im 8. Jahrhundert als „Fridurichesdorpf“ im Hersfelder Zehntregister auf, um 1400 gab es die Schreibweise „Friessdorf“. 1548 berichtete die „Mansfeldische Chronika“ vom Bärenfang im damaligen Amt Rammelburg.
Zu den Traditionen in Friesdorf gehört das jährlich stattfindende Heimatfest, der Umzug mit Erbsbär, Hexe und Bärenführer am zweiten Januarwochenende und das Osterfeuer.
1950 wurde Rammelburg nach Friesdorf eingemeindet.
Am 6. März 2009 wurde Friesdorf nach Mansfeld eingemeindet.

## Wappen
Das Wappen wurde von dem Heraldiker Lutz Döring gestaltet.

## Sehenswürdigkeiten
- Wegesäule und tausendjährige Eiche unweit der Rammelburger Burg-Schenke
- Raststätte „Rammelburgblick“ an der Clausstraße – Blick auf die Burg sowie auf Brocken und Großen Auerberg (bei guter Sicht)
- „Wüste Kirche“ am Endpunkt der „Hammeltrift“
- Grabstätte auf dem Ortsfriedhof für einen namentlich bekannten Polen, der während des Zweiten Weltkrieges ein Opfer von Zwangsarbeit wurde und ebenda
- Gedenkstein für Johannes Lepsius, der in Friesdorf seine erste Pfarrstelle antrat und hier seinen Kampf gegen den Völkermord an den Armeniern begann.

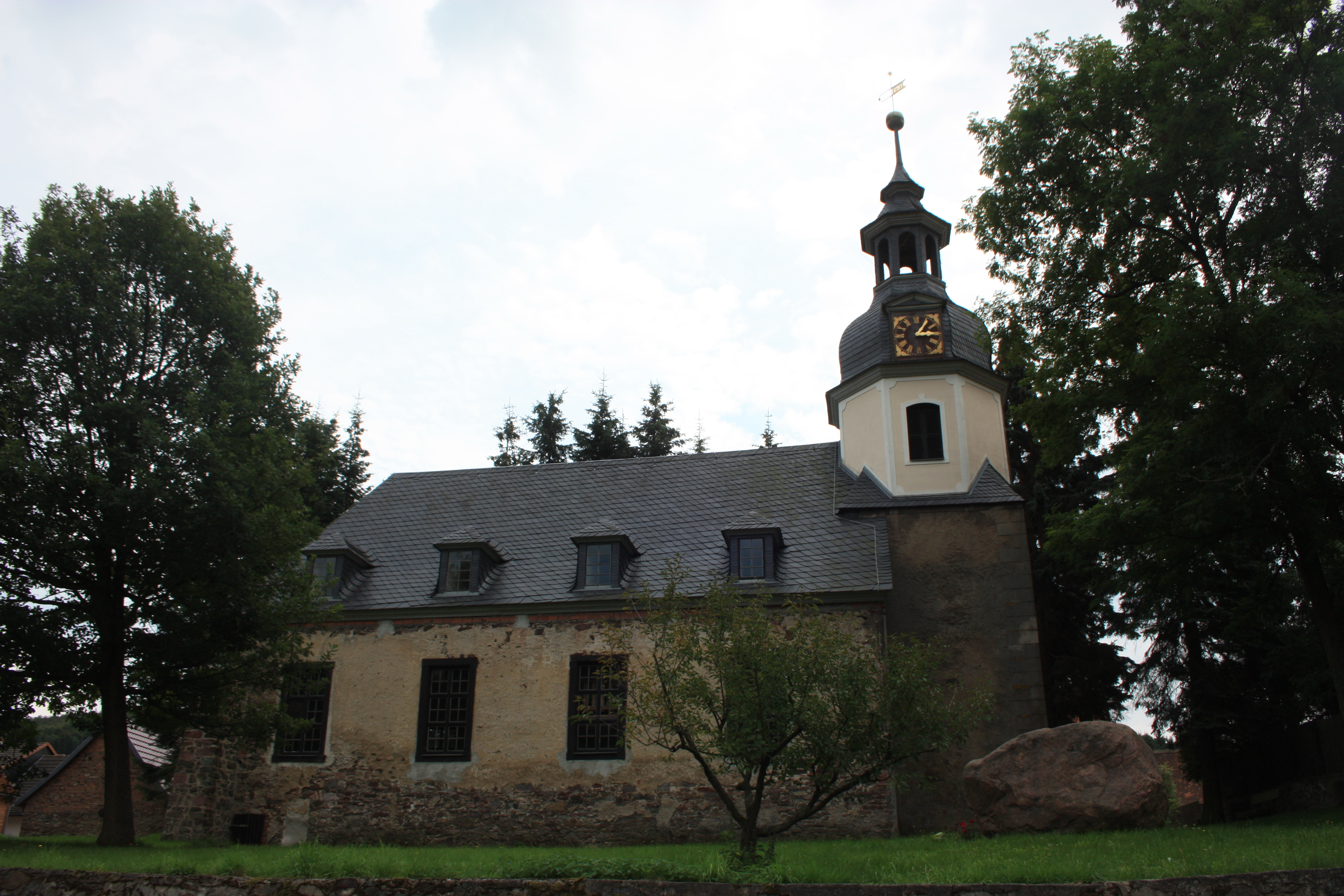
Dorfkirche
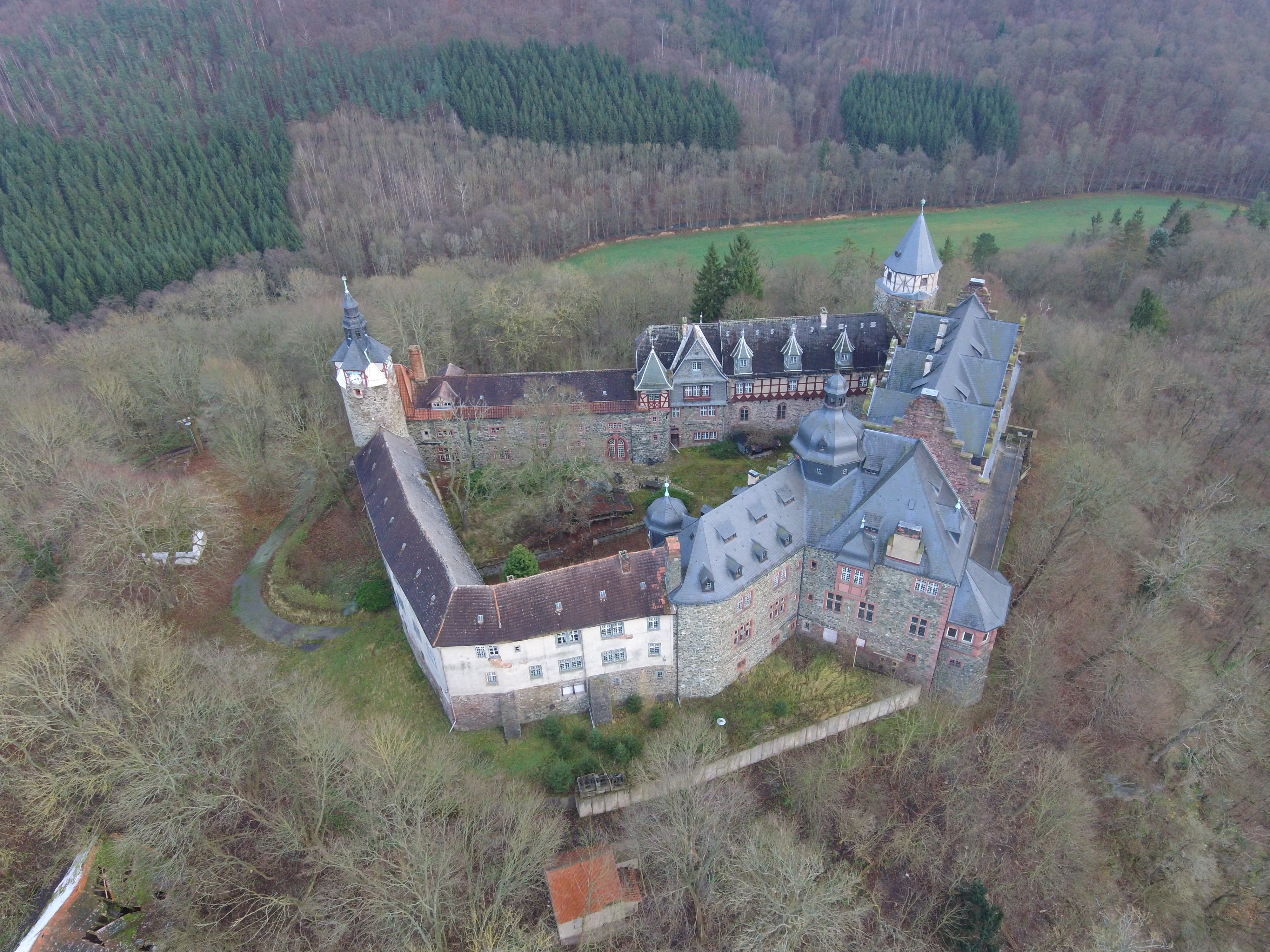
Schloss Rammelburg
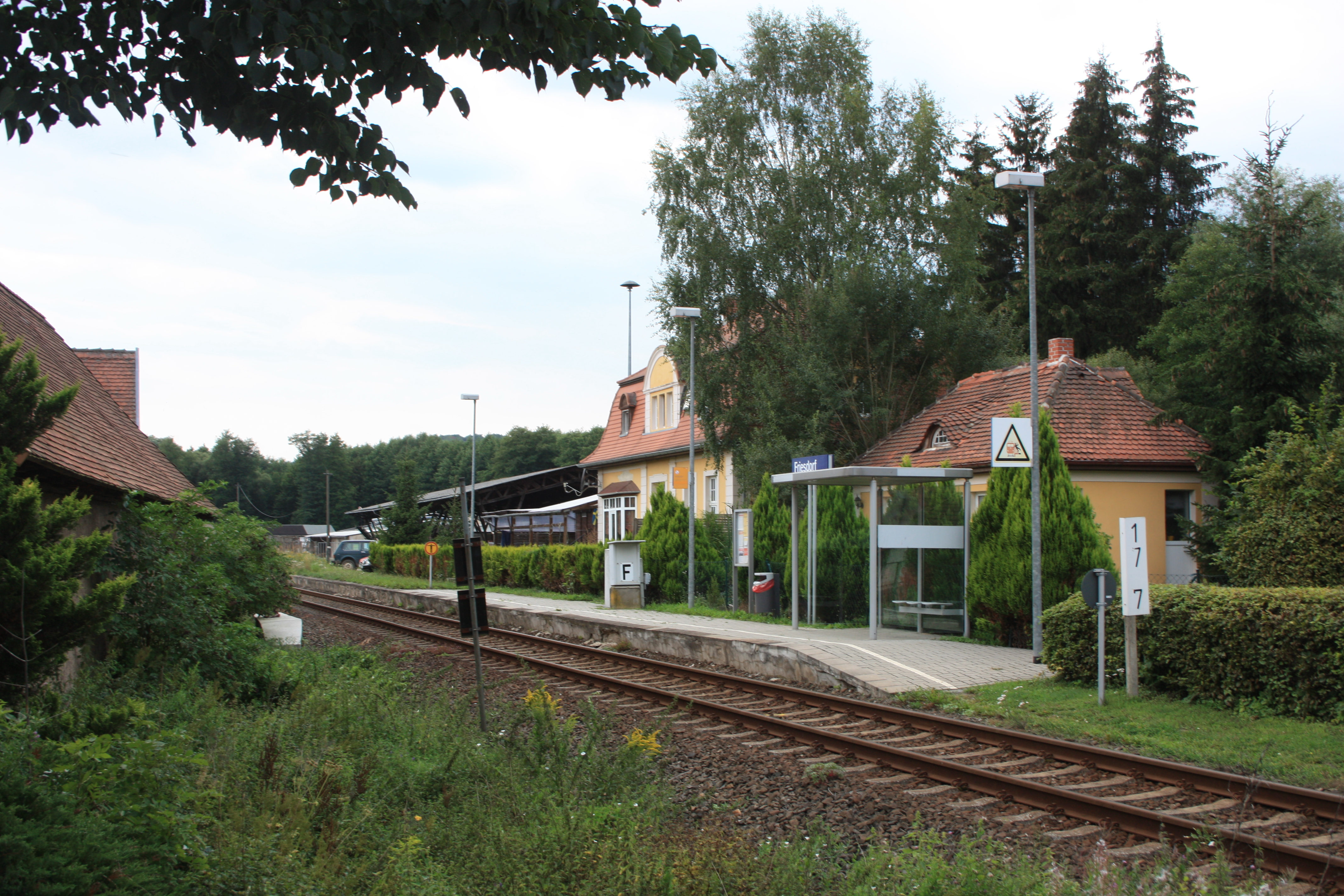
Bahnhaltepunkt Friesdorf

## Verkehrsanbindung
Friesdorf liegt 2 km südlich der Bundesstraße 242 (der Harz-Hochstraße oder auch Clausstraße genannt). Über den Nachbarort Wippra besteht eine Straßenverbindung nach Sangerhausen.
Die Haltepunkte Friesdorf und Friesdorf Ost (ehem. Rammelburg) liegen an der 1920 eröffneten Bahnstrecke Klostermansfeld–Wippra, der regelmäßige Personenverkehr auf der Strecke beschränkt sich jedoch seit 13. April 2015 im Wesentlichen auf touristisch orientierten Verkehr an Wochenenden und Feiertagen.

## Persönlichkeiten
- Martin Hobohm (1883–1942), Historiker und Publizist